# Mazańczyce
Mazańczyce (do 1945 niem. Neu Ziegenort, dawniej Grabowo) – osada leśna w Polsce położona w województwie zachodniopomorskim, w powiecie polickim, w gminie Police, ok. 1 km na południe od Trzebieży w pobliżu Karwiej Strugi.

## Historia
W latach 20. XX wieku powstała tu leśniczówka z przyległym gospodarstwem.
W czasie II wojny światowej nie zniszczona, osada została zajęta pod koniec kwietnia 1945 r. przez wojska radzieckie (2 Front Białoruski – 2 Armia Uderzeniowa) a we wrześniu 1946 r. została przekazana administracji polskiej po likwidacji tzw. Enklawy Polickiej i oddana zarządowi Lasów Państwowych. Po 1946 r. dalej istniała tu leśniczówka, jest ona objęta strefą B ochrony konserwatorskiej jako zabudowa o lokalnych walorach kulturowych. Pierwsi polscy osadnicy krótko Mazańczyce nazywali Grabowem. W latach 1989–1998 miejscowość należała do województwa szczecińskiego. Przynależność polityczno-administracyjna Mazańczyc – patrz Trzebież. 